# Lista över byggnadsminnen i Ny-Ålesund
Lista över byggnadsminnen i Ny-Ålesund förtecknar byggnadsminnen i Ny-Ålesund i Svalbard.
I Ny-Ålesund finns ett 70-tal byggnader. Enligt Svalbardmiljøloven från 2001 är samtliga de 29 byggnader i Svalbard, som är uppförda före 1946, automatiskt k-märkta (på norska "fredade"). Den största samlingen av fredade byggnader i Svalbard finns i det tidigare gruvsamhället Ny-Ålesund.
| Id-nummer | Namn                                         | Typ | Arkitekt           | Byggnadsår                                                  | Bild | Koordinater                                               |
| --------- | -------------------------------------------- | --- | ------------------ | ----------------------------------------------------------- | ---- | --------------------------------------------------------- |
| 159739    | Båtnaust                                     | Båthus |                    |                                                             |      | 78°55′39″N 11°54′26″Ö / 78.9275502°N 11.907238°Ö          |
| 159756    | Skolen                                       | En period skola, numera forskningsstation                                                                          | Troligen Jens Flor | 1917                                                        |      | 78°55′30″N 11°55′51″Ö / 78.924908°N 11.930705°Ö           |
| 159756    | Green Harbourhuset                           | Bostad |                    | 1909 eller 1913                                             |      | 78°55′29″N 11°55′48″Ö / 78.9247038444°N 11.9299988597°Ö   |
| 159761    | Hytte Lysegrønn                              | Manskapsbarack, senare familjebostad                                                                               |                    | Troligen 1919                                               |      | 78°55′30″N 11°55′38″Ö / 78.9249280165°N 11.9273262412°Ö   |
| 159762    | Hytte Lyseblå                                | Manskapsbarack, senare familjebostad                                                                               |                    | Troligen 1919                                               |      | 78°55′30″N 11°55′38″Ö / 78.9249280165°N 11.9273262412°Ö   |
| 159763    | Hytte Rød (Sysselbu)                         | Manskapsbarack, senare familjebostad                                                                               |                    | Troligen 1918                                               |      | 78°55′30″N 11°55′40″Ö / 78.924887567°N 11.9277619527°Ö    |
| 159764    | Hytte Rødbrun                                | Manskapsbarack, senare familjebostad                                                                               |                    | Troligen 1918                                               |      | 78°55′31″N 11°55′42″Ö / 78.9251764831°N 11.9283846333°Ö   |
| 159768    | Amundsenhuset                                | Direktörsbostad |                    | 1917–1918                                                   |      | 78°55′27″N 11°55′59″Ö / 78.9240890407°N 11.9330824862°Ö   |
| 159769    | Gamle Telegrafen                             | Radiotelegrafstation, familjebostad                                                                                |                    | Ursprunglig del 1920-talet, tillbyggd efter flyttning 1945. |      | 78°55′23″N 11°55′59″Ö / 78.9231185832°N 11.9329344038°Ö   |
| 159772    | Trønderheimen                                | Bostadshus | Svenskt trähus     | 1945                                                        |      | 78°55′27″N 11°55′29″Ö / 78.9242928129°N 11.9248462739°Ö   |
| 159776    | Nordpolhotellet                              | Manskapsbarack, hotell                                                                                             | Jens Flor          | 1919                                                        |      | 78°55′28″N 11°55′41″Ö / 78.9245125038°N 11.9279355337°Ö   |
| 159779    | Gult Hus                                     | Funktionärsmäss och bostadshus, 1954-1965 tvåfamiljsbostadshus, 1968-1981 Norsk Polarinstitutts forskningsstation. |                    | 1919                                                        |      | 78°55′27″N 11°55′38″Ö / 78.9241006287°N 11.9271313964°Ö   |
| 159781    | Hvitt Hus                                    | Bostad för platschefen i Kings Bay 1919-1964                                                                       |                    | 1919                                                        |      | 78°55′25″N 11°55′41″Ö / 78.9235498015°N 11.9281111234°Ö   |
| 159782    | Mexico                                       | Bostadsbarack med tvåmannarum till 1964                                                                            | Svenskt trähus     | 1945                                                        |      | 78°55′26″N 11°55′25″Ö / 78.92392155087°N 11.9236240401°Ö  |
| 159784    | Blått Hus                                    | Platskontor för Kings Bay AS 1919-1965                                                                             |                    | 1919                                                        |      | 78°55′26″N 11°55′44″Ö / 78.9239304034°N 11.9289282029°Ö   |
| 159785    | Scootergarasjen                              | Sjukhus till 1964, scootergarage sedan 1980-talet                                                                  | Svenskt trähus     | 1954                                                        |      | 78°55′25″N 11°55′33″Ö / 78.9237377333°N 11.9258484542°Ö   |
| 159790    | Samfunnshuset                                | Gemensamhetshus | Svenskt trähus     | 1945                                                        |      | 78°55′30″N 11°55′44″Ö / 78.9248715924°N 11.9288432049°Ö   |
| 159793    | Ny-Ålesund By- og Gruvemuseum                | Lager, från 1920 butik och lager, från 1988 museum i södra delen                                                   |                    | 1917                                                        |      | 78°55′32″N 11°55′49″Ö / 78.9254420758°N 11.9302497218°Ö)] |
| 159795    | Mellageret                                   | Proviantlager till 1964                                                                                            |                    | 1919                                                        |      | 78°55′35″N 11°56′06″Ö / 78.9264281305°N 11.9350494623°Ö)] |
| 159796    | Posten                                       | Använt som postkontor sommartid och skollokal vintertid, familjebostad från 1958                                   |                    | Uppfört under perioden 1916–1929                            |      | 78°55′28″N 11°55′49″Ö / 78.9245280956°N 11.9303636325°Ö   |
| 159798    | Setra                                        | Bostadshus |                    | 1920-talet. Flyttat 1959                                    |      | 78°55′29″N 11°55′28″Ö / 78.9246201832°N 11.9243931201°Ö   |
| 159799    | Transformatorhus                             | Transformatorhus                                                                                                   |                    | Troligen 1916-1927                                          |      | 78°55′30″N 11°55′36″Ö / 78.9250101218°N 11.9265741315°Ö   |
| 159801    | Jernlageret                                  | Järnlager fram till mitten av 1950-talet                                                                           |                    | 1927                                                        |      | 78°55′35″N 11°56′17″Ö / 78.9264261126°N 11.9379614562°Ö   |
| 159802    | Londonhus 4                                  | Bostadshus i Ny-London, flyttat 1949-1950 för att bli familjebostadshus                                            |                    | Troligen 1912                                               |      | 78°55′32″N 11°56′03″Ö / 78.9254901333°N 11.9341174413°Ö   |
| 159804    | Londonhus 3                                  | Bostadshus i Ny-London, flyttat 1949-1950 för att bli familjebostadshus                                            |                    | Troligen 1912                                               |      | 78°55′32″N 11°56′01″Ö / 78.9255303641°N 11.9336591729°Ö   |
| 159806    | Londonhus 2                                  | Bostadshus i Ny-London, flyttat 1949-1950 för att bli familjebostadshus                                            |                    | Troligen 1912                                               |      | 78°55′32″N 11°55′58″Ö / 78.9256108089°N 11.9327411712°Ö   |
| 159807    | Londonhus 1                                  | Bostadshus i Ny-London, flyttat 1949-1950 för att bli familjebostadshus                                            |                    | Troligen 1912                                               |      | 78°55′32″N 11°55′56″Ö / 78.9256598524°N 11.9322673465°Ö   |
| 159820    | Båtnaust                                     | Båthus |                    | Före 1921                                                   |      | 78°55′36″N 11°56′18″Ö / 78.9267700164°N 11.938256412°Ö    |
| 159823    | Båtnaust                                     | Båthus |                    | 1920-talet                                                  |      | 78°55′38″N 11°56′13″Ö / 78.9273132093°N 11.9369615579°Ö   |
| 158506    | Förtöjningsmasten för luftskepp i Ny-Ålesund | |                    | 1926                                                        |      | 78°55′17.61″N 11°56′46.04″Ö / 78.9215583°N 11.9461222°Ö   |